# إدوارد إسماعيلوف
إدوارد إسماعيلوف (بالأوكرانية: Ісмайлов Едуард Юрійович)‏ هو لاعب كرة قدم أوكراني في مركز الدفاع، ولد في 8 مارس 1990 في ماكيفكا في أوكرانيا. شارك مع منتخب أوكرانيا تحت 16 سنة لكرة القدم. أما مع النوادي، فقد لعب مع أرارات يريفان وأولمبيك دونيتسك.

## وصلات خارجية
- إدوارد إسماعيلوف على موقع اتحاد أوكرانيا (الإنجليزية)
- إدوارد إسماعيلوف على موقع قاعدة بيانات كرة القدم.إي يو (الإنجليزية)
- إدوارد إسماعيلوف على موقع Soccerway.com (الإنجليزية)